# Swartzia benthamiana
Swartzia benthamiana är en ärtväxtart som beskrevs av Friedrich Anton Wilhelm Miquel. Swartzia benthamiana ingår i släktet Swartzia och familjen ärtväxter.

## Underarter
Arten delas in i följande underarter:
- S. b. benthamiana
- S. b. yatuensis